# Bentheimerstraat 43
Het pand aan de Bentheimerstraat 43 in Coevorden is een rijksmonument in overgangsstijl met jugendstil-motieven. Het was in gebruik als winkelpand met bovengelegen woonhuis.

## Kenmerken
Het bakstenen pand heeft twee verdiepingen. Links op de begane grond bevindt zich de ingang met een portiek. De houten deur is voorzien van snijwerk en heeft een bovenlicht van glas in lood. Hierboven bevindt zich op de eerste verdieping een dubbele openslaande deur die toegang geeft tot het verdwenen balkon. Hier weer boven bevindt zich op de tweede verdieping een hoefijzervormige boog met raam.
De winkelpui op de begane grond heeft ijzeren lateien en veel glas. De kolommen zijn voorzien van groen geglazuurde tegels. Bovenaan de pui bevindt zich een gepleisterde architraaf die is voorzien van Jugendstil-motieven.
De eerste verdieping is voorzien van schuiframen met natuurstenen bovendorpels met versieringen. De tweede verdieping heeft een dakkapel die door de daklijst steekt.

## Cultuurhistorische waarde
Het pand is aangemerkt als rijksmonument en van zeer groot architectuurhistorisch belang vanwege de toegepaste materialen, vormgeving en de gaafheid. Ook is het van belang vanwege de herkenbaarheid van de tot winkelstraat uitgegroeide Bentheimerstraat.

## Afbeeldingen

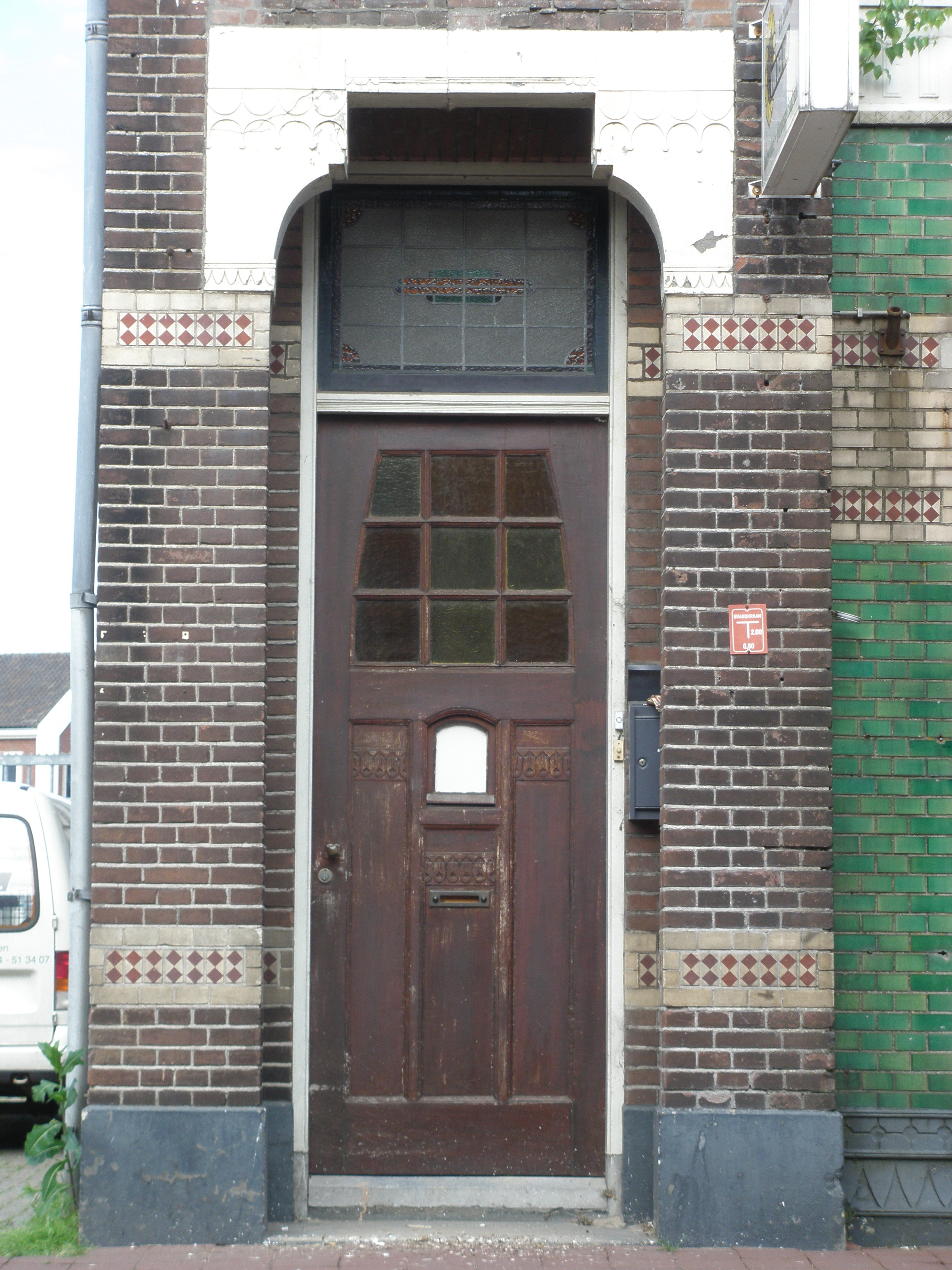
Ingang met portiek en deur met houtsnijwerk
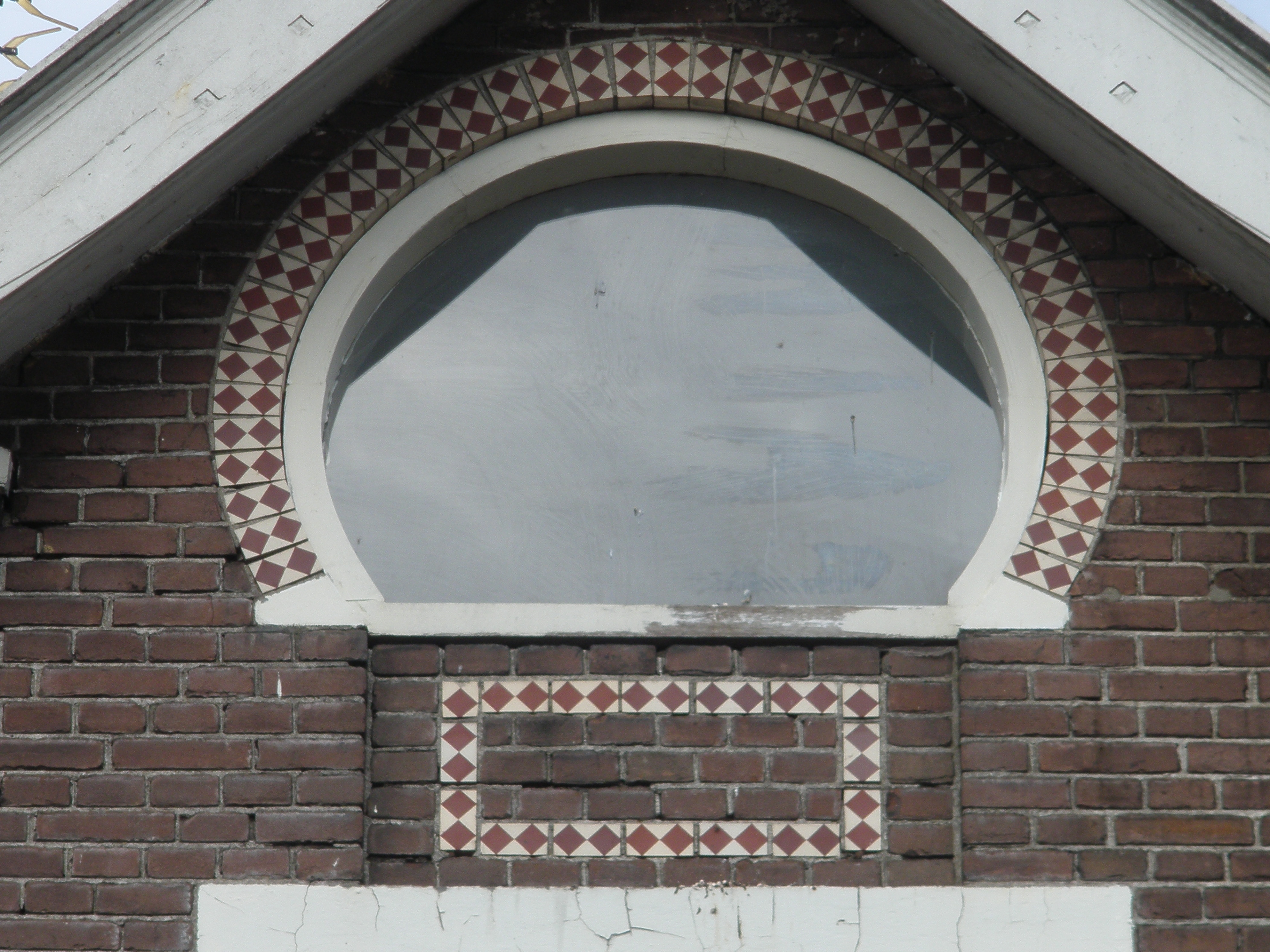
Hoefijzerraam op tweede verdieping
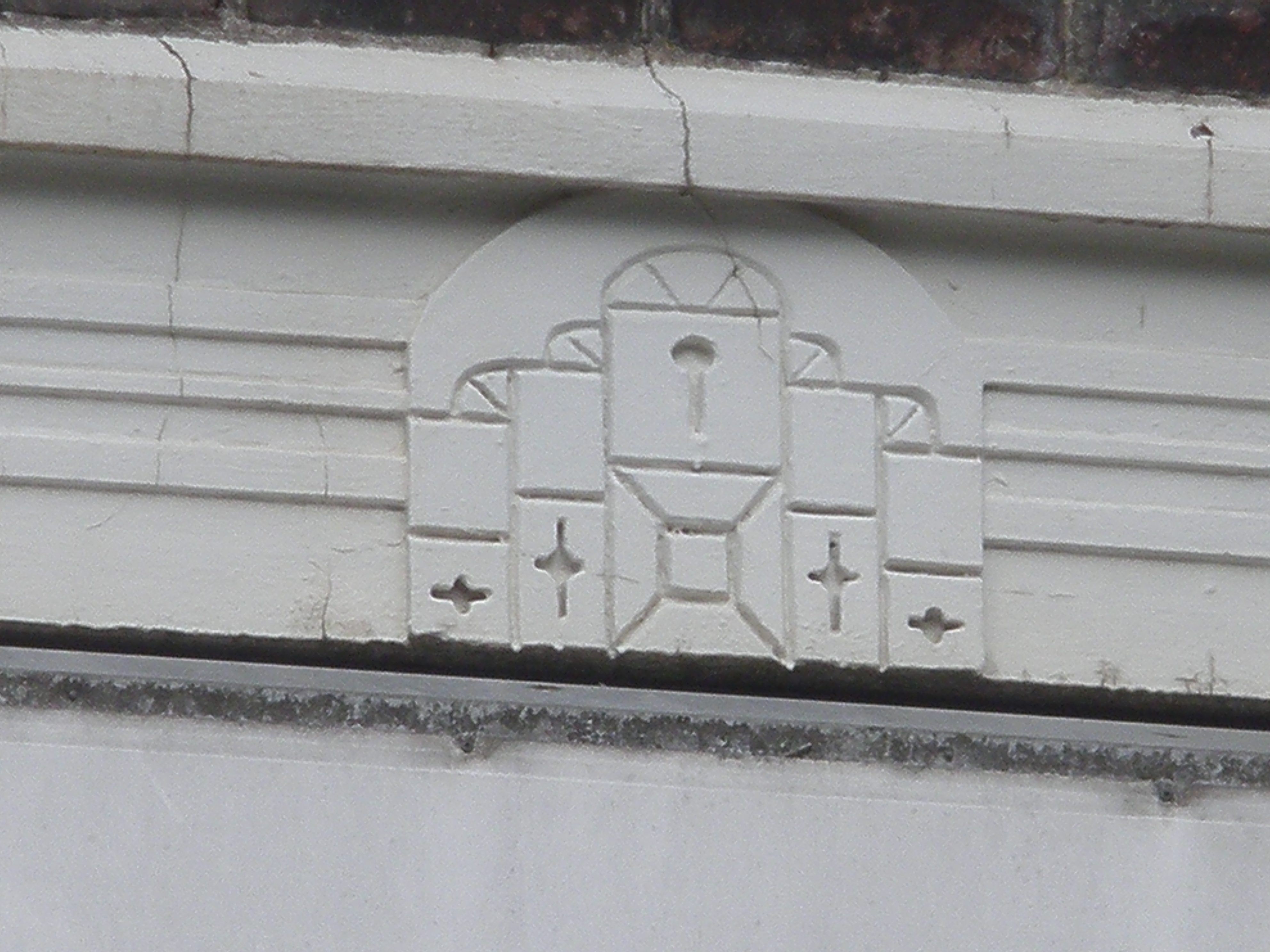
Detail van de architraaf